# Шан Сен Матирен Леобазел
Шан Сен Матирен Леобазел (фр. Camps-Saint-Mathurin-Léobazel) насеље је и општина у централној Француској у региону Лимузен, у департману Корез која припада префектури Тил.
По подацима из 2011. године у општини је живело 246 становника, а густина насељености је износила 7,22 становника/km². Општина се простире на површини од 34,08 km². Налази се на средњој надморској висини од 540 метара (максималној 623 m, а минималној 160 m).

## Демографија
| 1962. | 1968. | 1975. | 1982. | 1990. | 1999. | 2011. |
| ----- | ----- | ----- | ----- | ----- | ----- | ----- |
| 451   | 457   | 381   | 341   | 293   | 243   | 246   |

График промене броја становника у току последњих година